# Acianthera tricarinata
Acianthera tricarinata är en orkidéart som först beskrevs av Eduard Friedrich Poeppig och Stephan Ladislaus Endlicher, och fick sitt nu gällande namn av Alec M. Pridgeon och Mark W. Chase. Acianthera tricarinata ingår i släktet Acianthera och familjen orkidéer. Inga underarter finns listade i Catalogue of Life.

## Bildgalleri

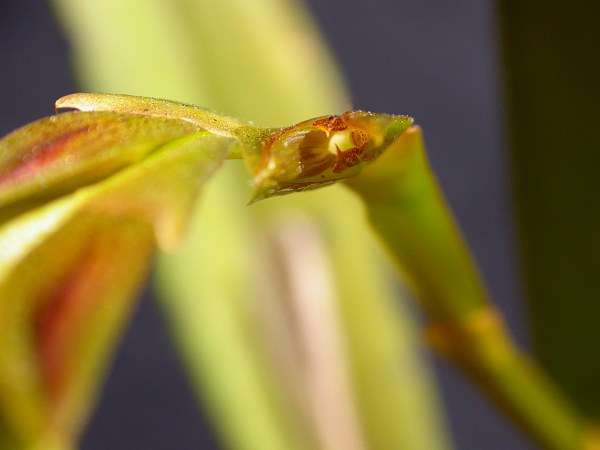
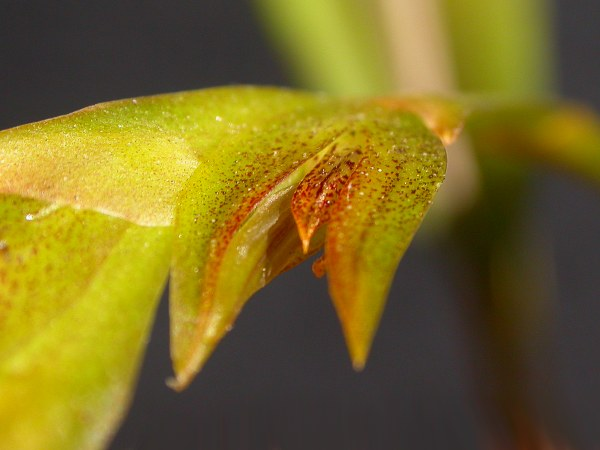
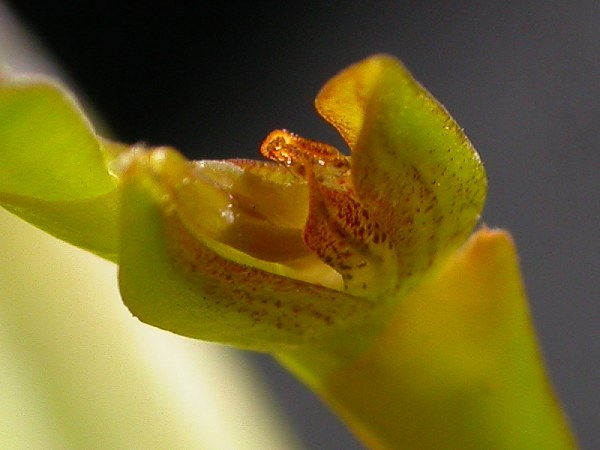
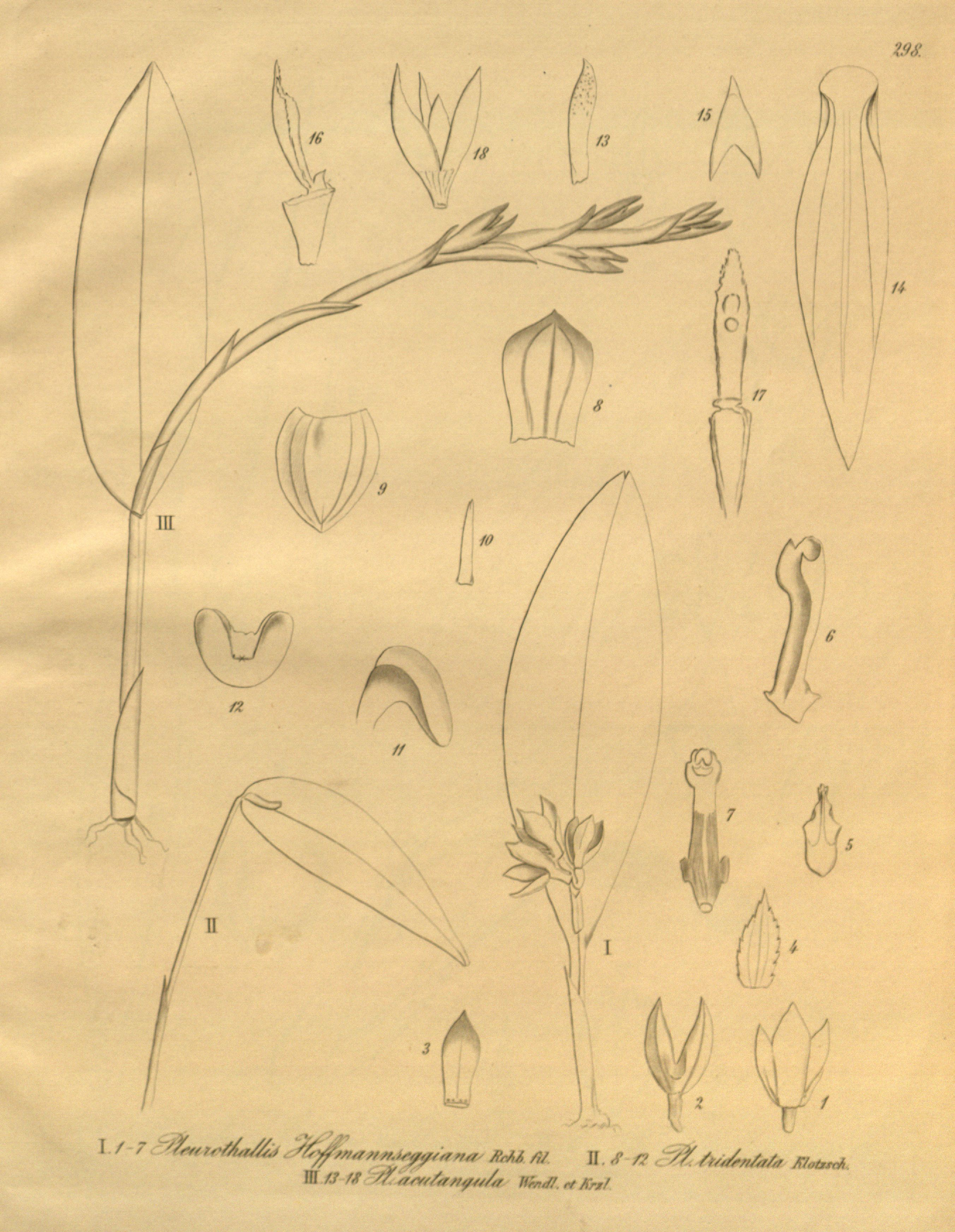
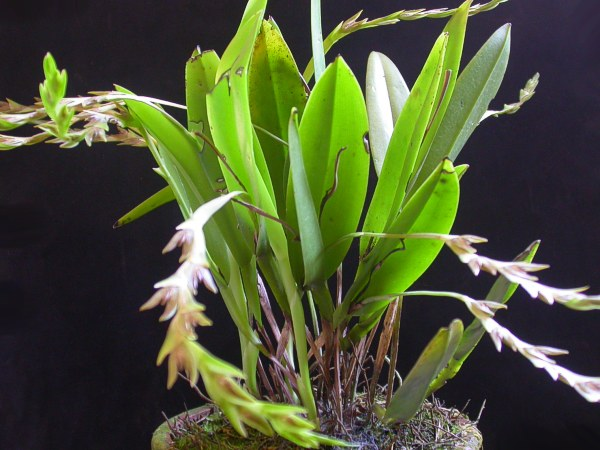
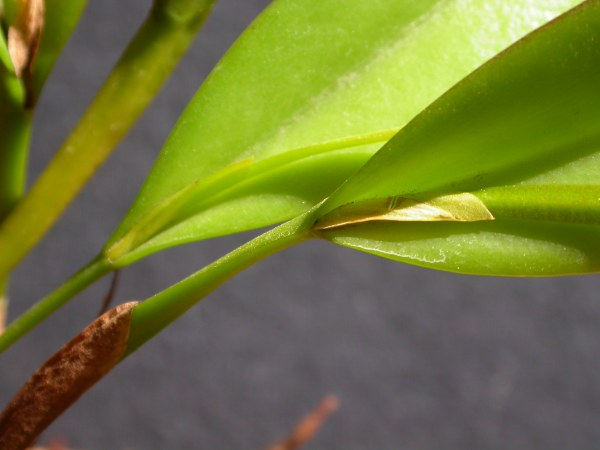